# Hugh Grogan
Hugh James Grogan (ur. 3 września 1872 w Toronto, zm. 6 lipca 1950 w Chicago) – amerykański zawodnik lacrosse, który na Igrzyskach Olimpijskich 1904 w Saint Louis wraz z kolegami zdobył srebrny medal w grze drużynowej.
W turnieju udział brały trzy zespoły klubowe ze Stanów Zjednoczonych i Kanady. Grogan reprezentował amerykański klub Saint Louis Amateur Athletic Association.